# トゥーレ

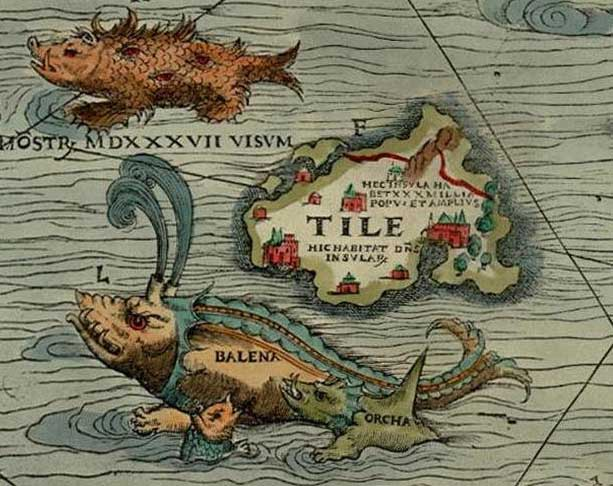
オラウス・マグヌスのカルタ・マリナ（1539年）に見るトゥーレ（Tile）。オークニー諸島の北西に位置する。「1537年に目撃された怪物」とあり、クジラ（balena）とシャチ（orcha）が近くに描かれている。

トゥーレ（ギリシャ語: Θούλη, ラテン文字表記は様々ある: Thile, Tile, Tilla, Toolee, Tylen, Thula, Thyle, Thylee, Thila, Tila など）は、古典文学の中で語られる伝説の地で、通常は島である。古代ヨーロッパの説明や地図によれば、トゥーレは遥か北、しばしばアイスランドの、恐らくはオークニー諸島、シェトランド諸島、スカンジナビアにあると、また中世後期やルネサンス期にはアイスランドやグリーンランドにあると考えられていた。
またそれとは別に、バルト海のサーレマー島のことだという考え方もある。
中世地誌におけるウルティマ・トゥーレは、「既知の世界の境界線」を越えた、世界の最果てを意味することもある。「ウルティマ・トゥーレ」をグリーンランドの、「トゥーレ」をアイスランドのラテン名として使用する人もいる。

## 古代地理学
トゥーレについての最初の記述は、ギリシアの探検家ピュテアスの『大洋 On the Ocean』に見られる。紀元前330年から320年の間に彼が行った旅行の手記であるが、これは現在は失われている。
彼は恐らくギリシアのマッサリア（現在のマルセイユ）により、取引の商品の由来を確かめるために派遣されたと思われる。彼の発見に関するいくつかの記述は残存するものの、その内容については疑わしいものも多い。
例えば、ポリュビオスによる紀元前140年の著書『歴史』の XXXIV 巻に、ピュテアスに言及する部分がある。「彼の記述は多くの人々を間違った方向に導いた。彼はブリテン全体を徒歩で横断したと述べ、その外周を4,000スタディアとした。また彼はトゥーレについても、その伝説の地には地面や海や空気の区別がなく、その3つが混然となった、歩くことも航行することもできない、全てが混ぜ合わさった、いわばクラゲのようなものだ」と述べている。

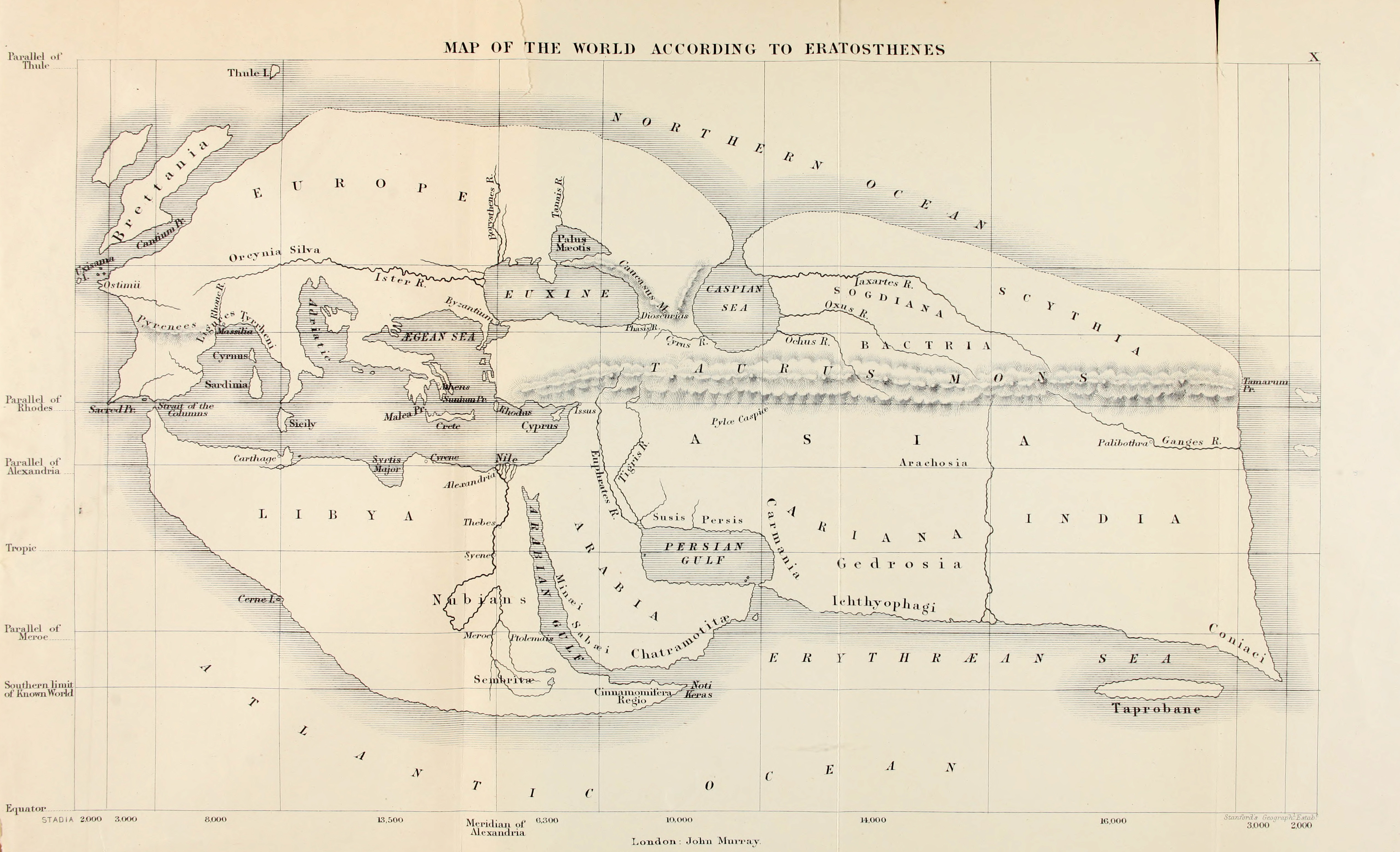
ストラボンの著書の記述から再現したエラトステネスの世界地図。北方にトゥーレが描かれている。

ギリシアの地理学者で歴史家のストラボン(紀元前64年頃 - 紀元前23年頃)は著書の『地理誌』（I 巻 第4章）でトゥーレに触れ、エラトステネスの「人が住んでいる世界の幅」の計算や、ピュテアスの「ブリテンから北へ帆航6日、凍った海の近く」の注釈について記述している。しかし彼はこの主張に疑問を呈し、「詳細な調査をすると、ピュテアスは大嘘つきだと分かった。ブリテンとイエルネ（アイルランド）を見たことのある人々は、他の小さな島々やブリテンについて話すことはあっても、トゥーレについて話すことはなかった。」と書いている。ストラボンはまた、次のようにも（II 巻 第5章）述べている。

マッサリアのピュテラスはトゥーレについて語り、そこはブリテン諸島の最北よりも遥かに北、そこでは夏至の太陽軌道が北極圏並みだという。しかし、私の過去の読書範囲では、他にトゥーレについて記述してる人はいない。はっきりとトゥーレという名で呼ばれている島があるわけでもなく、夏至の太陽軌道が北極圏並みの北方に人が居住可能なわけでもない。
ストラボンはIV 巻 第5章を次のように締めくくっている。「我々が知りうるトゥーレに関する過去の情報からは、その存在位置さえはっきりしない。そのためトゥーレと、その名で呼ばれる全ての国は、最北の果てにあるとされる。」
それからほぼ半世紀を経た77年、大プリニウスが著書『博物誌』を出版し、その中で彼もまたピュテアスの「ブリテンの北に航行6日」という主張（Ⅱ巻 第75章）に触れている。
またIV 巻 第16章でブリテン周辺の島々について議論する際には、次のように記述している。「話題に出てきたうち、最も遠いのがトゥーレである。そこでは驚いたことに真夏、太陽がかに座のあたりを通過する頃には夜が全く訪れず、逆に真冬には、昼が全く訪れない。そしてそれが恐らく一日中あるいは一晩中、それぞれ6か月ずつ続くのである。」最後には島の位置について、彼の解説した場所から真北の果ての地と推定し、VI巻 第34章に次のように記述している。「リーフェイの丘からスキタイ方向に真っ直ぐ北上するとトゥーレにいたる。そこでは日夜が6ヵ月ごとにやってくる。」
オロシウス（384-420 A.D）やアイルランドの修道士ディクイル（8世紀後期から9世紀初期）のような他の古典派文筆家や古典期以降の文筆家も、トゥーレはアイルランドやブリテンの北や西にあると記している。ディクイルは、トゥーレがフェロー諸島と思われる島々の向こうに存在すると記述し、強くアイスランドを示唆した。
歴史家プロコピオスの6世紀前半の著書によれば、トゥーレは大きな島で、25の種族が居住しているという。実際にはプロコピウスの述べたトゥーレは、スカンディナヴィアのことだと思われる。というのは、いくつかの種族が簡単に特定され、その中にはゲータ人やサーミ人が含まれているのである。彼はまた、3世紀から5世紀に渡って活躍したヘルール族がランゴバルド人に敗れて帰還する際、ヴァルニ族 (Varni tribe) やデーン人をやり過ごし、海をトゥーレに渡り、そこでイェーアト族 (Geats) の近くに住みついたと書いている。

## 古代文学
アントニウス・ディオゲネスによるギリシア語の小説は西暦150年かそれ以前に書かれたもので、『トゥーレの不思議』と題されている。ブリティッシュコロンビア大学の名誉教授ジェラルド・N・サンディはフォティオスの9世紀の著書を翻訳する際、導入部で「トゥーレとは恐らくアイルランドのことだろう」と推測している。
5世紀の初め、クラウディアヌスは彼の詩『オノリウス皇帝の第4任期』VIII巻で、テオドシウス1世の征服した土地について熱狂的に語り、次のように詠っている。「オーカデス（オークニー諸島）はサクソンの虐殺で赤く染まった」「トゥーレはピクト人の血で温かくなった」「氷に閉ざされたヒベルニア（アイルランド）は殺害されたスコットランド人の山で濡れた」これによれば、トゥーレがスコットランドだったことになる。
しかし第2の詩『ルフィヌスに反して』（Second Poem）で、クラウディアヌスは「トゥーレは北極星の下、氷に閉ざされている」と書いている。時間と共に、「世界」は東をインド、西をトゥーレに挟まれていると考えられるようになったことが、ボエティウスの『哲学の慰め』(c. AD 524)に著されている。
インドの岸まで、あなたの与える法の前に地球が震えるとしても、トゥーレが世界の最果てであなたの尽力にひざまづくとしても、汝らの黒い不安を追いやることができぬのなら、不平の種を飛ばし去ることができぬのなら、真の力は汝のものではない。
ローマの歴史家タキトゥス(55年頃 - 120年頃)は、義理の父アグリコラの人生を年代順に記録した著書の中で、ブリテンは島であることをローマ人がどのように知ったかを説明している。アグリコラはその指揮官であった。彼はローマの船がブリテンの周囲を航行し、オークニー諸島を発見したと語っている。また彼は、船の乗組員はトゥーレさえ見たが、冬が間近だったので、そこへ行くことも探検することも禁止されたとも述べている。

## 中世とルネサンス

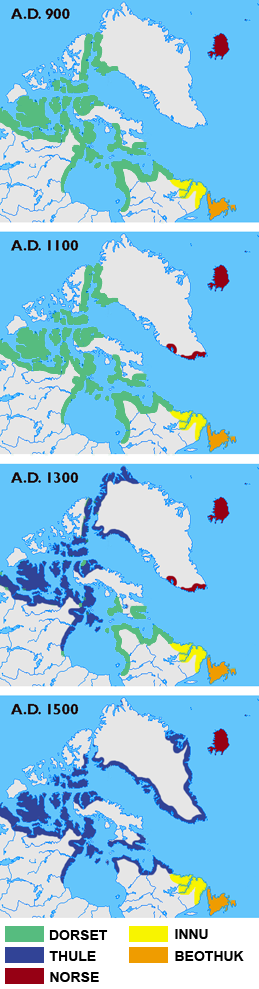
緑：ドーセット、黄：インヌ、青：トゥーレ、橙：ベオサック、茶：ノース

中世の間、トゥーレの名前はしばしばグリーンランド、スヴァールバル諸島、アイスランドなどを意味するのに使われた。ブレーメンのアダムの『ハンブルク教会史』でも同様で、恐らく古い文筆家がトゥーレをどのように表現したかを説明しているのだと思われる。
トマス・ウィールクスの『トゥーレ』と題されたマドリガル（叙情短詩）は、次のように書かれている。

トゥーレ、天地学の期間
ヘクラを讃えよ、その硫黄の火
凍った風土を溶かして空を温めよ
トリナクリアのエトナの炎もこれほど高くない
これらの出来事は不思議に見えるが、さらに不思議なのが私だ
その心は恐れに凍り、愛に羽ばたく
アンダルシアの商人は帰る
コチニールとチャイナの皿を積んで
フォゴが奇妙に燃え盛るさまをスペインに伝えよ
海の中をトビウオで埋めて
これらの出来事は不思議に見えるが、さらに不思議なのが私だ
その心は恐れに凍り、愛に羽ばたく
トゥーレはゲーテの詩『昔トゥーレに王ありき Es war ein Koenig in Thule』にも書かれ、シューベルトの曲も付けられて有名である。ロングフェローは『はるかなる目標 Ultima Thule』という詩を書いた。

## 近代
1910年、グリーンランドの探検家クヌート・ラスムッセンは、グリーンランド北西の海岸（現在のアヴァンナ地方 (Avannaa) ）にイヌイットの自治区を設け、神話から名をとってトゥーレと名づけた。1953年、トゥーレは空軍基地になり、アメリカ空軍により運用されている。住民は北に67マイル（北緯76度31分50.21秒 西経68度42分36.13秒 / 北緯76.5306139度 西経68.7100361度、北極点からわずか840海里）のカーナークに強制移住となった。
古代エスキモーと現代グリーンランドのイヌイットの祖先の民族は、トゥーレの伝説から名前を取ってトゥーレ族 (Thule people) と名付けられた。
南トゥーレ (Southern Thule) は、南大西洋の南サンドウィッチ諸島にある最南端の島3つ（ベリングスハウゼン島、クック島、テューレ島）の集合である。「地の果ての島」であることからトゥーレの名を与えられた。南トゥーレの島々は、イギリスの海外領土となっているが、人は住んでいない。
「アイスランド」をスコットランド・ゲール語では「 Innis Tile 」、つまり文字通り「トゥーレの島」と言う。
ヘンリー・ハンデル・リチャードソン (Henry Handel Richardson) が1929年に書いた小説「ウルティマ・トゥーレ」では、オーストラリアの植民地に設定された。
トゥーレの名は、周期表第69の元素、ツリウムにも使われている。

## 「アーリア人のトゥーレ」
ナチ神秘主義者は、トゥーレやヒュペルボレイオスがアーリア人の古代起源だと信じていた。これは19世紀にコーネリアス・オーヴァー・ド・リンデンにより「発見」されたフリジア語の原稿『 オエラ・リンダの書 』にまつわる噂から始まったものである。原稿は1933年にドイツ語に翻訳され、ハインリヒ・ヒムラーに支持された。この原稿は、言語学的に見ても文化人類学的に見ても、間違いなくまがい物である。伝統主義派の解説者ルネ・ゲノンは、「創始の部分だけ」トゥーレの存在を信じた。
紋章によれば、トゥーレ協会は1919年に設立されている。協会は、ドイツ労働者党（DAP)、のちの国家社会主義ドイツ労働者党（NSDAP、ナチ党）に深いかかわりがあった。設立メンバー3人の一人が、アドルフ・ヨーゼフ・ランツ（自称ランツ・フォン・リーベンフェルス）(1874–1954)である。リーベンフェルスの伝記 ("Der Mann, der Hitler die Ideen gab", ミュンヘン 1985) で、著者のウィルヘルム・ダーム（ウィーンの医者）は次のように記している。「トゥーレ協会の名は、神話のトゥーレ、つまり消滅文化である北欧のアトランティスからとった。トゥーレに住む超人の民族は、魔力を通じて宇宙と繋がっていた。彼らは20世紀をはるかに上回る精神的・技術的パワーを持っていた。この知識をもって祖国を救い、新しく北欧・アーリア・アトランティックの民族を生み出さなければならない。新しいメサイアが現われて、人々を目的地へと導くだろう。」SAの歴史を記した彼の著書『ゆるぎなく堅固に歩む Mit ruhig festem Schritt 』（1998年）では、1943年から1945年までヨーゼフ・ゲッベルス宣伝大臣の副官を務めたウィルフレッド・フォン・オーフェンが、トゥーレ協会のトゥーレは歴史的にピュテアスのトゥーレであることを確認している。